# Markus Gabriel
Markus Gabriel (Remagen, 6 april 1980) is een Duitse filosoof en hoogleraar kennistheorie. Hij werd bekend door zijn boek Waarom de wereld niet bestaat, waarin hij betoogt dat het onmogelijk is om de werkelijkheid binnen één sluitende formule te beschrijven. Alles is een kwestie van perspectief. Gabriel was zich vanaf jeugdige leeftijd al bewust van de wereld om hem heen. Toen hij een keer over straat liep, zag hij, door een vuiltje in zijn oog, in plaats van één lantaarnpalen er twee. Als filosoof in de dop was hij zich er terdege van bewust dat alles een kwestie was van hoe je er tegenaan kijkt. Voor de ontelbare manieren om de werkelijkheid te benaderen muntte hij de term Het nieuwe realisme. Gabriel is een veelgevraagd spreker wereldwijd.

## Studie en werk

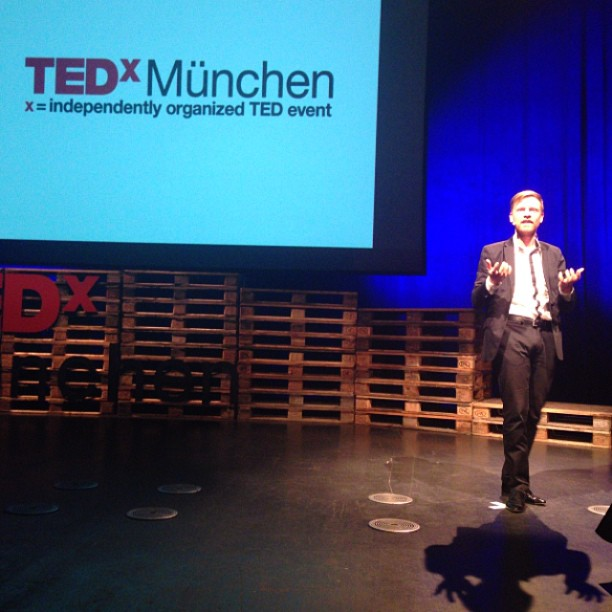
Markus Gabriel, 2013.

Gabriel studeerde filosofie, filologie en Duits aan de universiteiten van Bonn en Hagen. Aan de universiteit van Heidelberg promoveerde hij in 2005, op de filosoof Friedrich Schelling en drie jaar later volgde zijn habilitatie over Scepticisme en Idealisme in de Oudheid. In 2009 werd hij, op 29-jarige leeftijd, aangesteld als hoogleraar kennistheorie en hedendaagse filosofie aan de Universiteit van Bonn en hij was daarmee de jongste filosofiehoogleraar ooit in Duitsland.
Gabriel was gastprofessor aan onder meer de Universiteit van Californië - Berkeley en de Universiteit van Aarhus. Hij werkt ook nauw samen met collega-filosofen, zoals John Searle, Thomas Nagel en Slavoj Žižek. Sinds 2012 is hij directeur van het Internationales Zentrum für Philosophie (Internationaal Centrum voor Filosofie), eveneens een onderdeel van de Universiteit van Bonn. Markus Gabriel geeft veelvuldig lezingen en is een graag geziene gast in radio- en televisieprogramma’s. Hij is een ware polyglot. Naast Duits spreekt hij Engels, Frans, Portugees, Italiaans en Spaans; ook kan hij zich uiten in het Chinees, Latijn, oud-Grieks en het Hebreeuws uit de Bijbel.

## Het nieuwe realisme
Nimfen, moedervlekken, leugens en neutronen. Deze feitelijkheden bestaan allemaal; de eerste in sprookjes, de laatste in een atoomkern. Volgens Gabriel doen ze zich alleen maar voor binnen een bepaalde context. Vandaar de titel van zijn, in 2013 gepubliceerde, bestseller: Waarom de wereld niet bestaat.
Het verklaren van de wereld om ons heen en het menselijk bestaan in het bijzonder is een onderwerp dat in vele vormen van wetenschap aan de orde komt. Gabriel verwijt de natuurwetenschappers dat zij een soort van religieuze beweging vormen waarbij het zoeken naar ordening op grond van de elementair deeltjes één grote illusie is. Hij verklaart de behoefte om de wereld in één sluitende formule te begrijpen uit de behoefte om controle uit te oefenen op iets dat in zichzelf uiteenvalt in duizenden puzzelstukjes.
Het denkproces zelf is, volgens Gabriel, slechts een punt in de tijd. Gelijktijdig voltrekken zich, wereldwijd, ontelbaar veel van dergelijke processen; ze komen op en verdwijnen weer. Door dit menselijk perspectief te benoemen, bekritiseert hij Immanuel Kant. Deze filosoof betoogde dat de werkelijkheid voor de mensen niet te doorgronden is. Dingen bestaan op zichzelf, kortweg het Ding an sich. Door de komst van het internet worden meer feitelijkheden dan ooit zichtbaar. Gabriel vergelijkt het met de geest, die overal is, maar niet te bevatten. Hij zegt dan ook, dat "in het internet de geest zichzelf herkent."
De verschillende perspectieven die we gebruiken om de wereld om ons heen te bekijken, noemt Gabriel Sinnfelder; denkrichtingen waardoor zaken betekenis krijgen en begrijpelijk zijn. Zijn favoriete voorbeeld is het standpunt, waarvandaan verschillende mensen op afstand de Vesuvius bekijken. De ene persoon staat in Napels, de ander in Sorrento. Hoe de wereld zich voordoet, ligt aan de waarneming. Waarnemingen en gedachten zijn, zegt Gabriel, ook feiten. Hij gaf deze manier van denken een benaming: Het nieuwe realisme.
De vraag omtrent de zin van het bestaan op aarde kan hij niet beantwoorden. Iedereen doet wat hij te doen heeft en in die zin heeft het bestaan geen verder doel. Zonder al te hoge verwachtingen zal niemand, zegt Gabriel, worden teleurgesteld. Overigens heeft hij voor zichzelf wel als bron des levens geformuleerd dat we samenleven met andere mensen. Via de medemens vinden we het geluk.
Zijn optimistische kijk op de wereld is te verklaren uit zijn afkeer van het feit dat de filosofie tot een eeuw geleden vooral de nadruk legde op de sterfelijkheid van de mens. Hij wil de filosofie van dit stempel van depressiewetenschap verlossen. Als kennistheoreticus probeert hij woorden te vinden voor morele waarden en die ook te verdedigen, waarbij hij vooral een beroep doet op de rede.

## De waarden van de democratie
In 2017 geeft Gabriel een TEDx-lezing in Berlijn waarin hij mensenrechten, vrede en gelijkheid toelicht als algemene kenmerken van de waarden van het begrip democratie. Hij onderscheidt drie types vijanden van de democratie. Pessimisme beweert dat de democratie niet voor iedereen is weggelegd en er altijd dictators zullen zijn. Relativisme ziet mensenrechten en gelijkheid als een luxe van de westerse wereld (aan de westerse hegemonie komt dra een eind want China en Rusland bepalen zelf wat goed is voor hun bevolking). Nihilisme ten slotte ontkent het bestaan van universele waarden als zodanig.
Gabriel geeft toe dat men van mening kan verschillen over tal van onderwerpen, zoals over abortus, het homohuwelijk en vegetarisme. Maar hij beklemtoont dat er wel degelijk morele waarheden zijn die iedereen zal onderschrijven. Niemand zal ontkennen dat burgeroorlogen erger zijn dan vrede. Of dat bijvoorbeeld geen mens gemarteld mag worden. Er bestaat, volgens hem, een fundamentele overeenstemming over menselijke waarden.
Hij bepleit een systeem dat hij Co-immunisme noemt, een immuunsysteem dat de mensen weerbaar maakt tegen genoemde vijanden van de democratie. De basis dient te zijn de manier, waarop we in het dagelijks leven met elkaar (behoren) om te gaan en gaat uit van fatsoen en gevoel voor de waarden en normen van de anderen, in plaats van de wens van sommigen om onze menselijkheid te ontkennen.
In 2016 verscheen zijn boek Waarom we vrij zijn als we denken in Nederlandse vertaling. Opnieuw keert hij zich tegen neurologen en biologen. De mens, betoogt hij, is meer dan een biologisch proces, want hij kan denken en daardoor is hij vrij.
- Bibsys: 6055426
- Biblioteca Nacional de España: XX5545415
- Bibliothèque nationale de France: cb15125235v (data)
- Catàleg d'autoritats de noms i títols de Catalunya: 981058528670306706
- CiNii: DA17871575
- Gemeinsame Normdatei: 131793462
- International Standard Name Identifier: 0000 0001 0902 9692
- Library of Congress Control Number: no2006081012
- Nationale Bibliotheek van Letland: 000262551
- Bibliotheek van het Japanse parlement: 001219528
- Nationale Bibliotheek van Tsjechië: mub2014810740
- Nationale Bibliotheek van Israël: 987007455101705171
- Nederlandse Thesaurus van Auteursnamen: 298712784
- Réseau des bibliothèques de Suisse occidentale: 02-A012610960
- Système universitaire de documentation: 112108091
- Virtual International Authority File: 54447457
- WorldCat: E39PBJymFVyYWr83CfXVCdbmVC